# Auxetické textilie

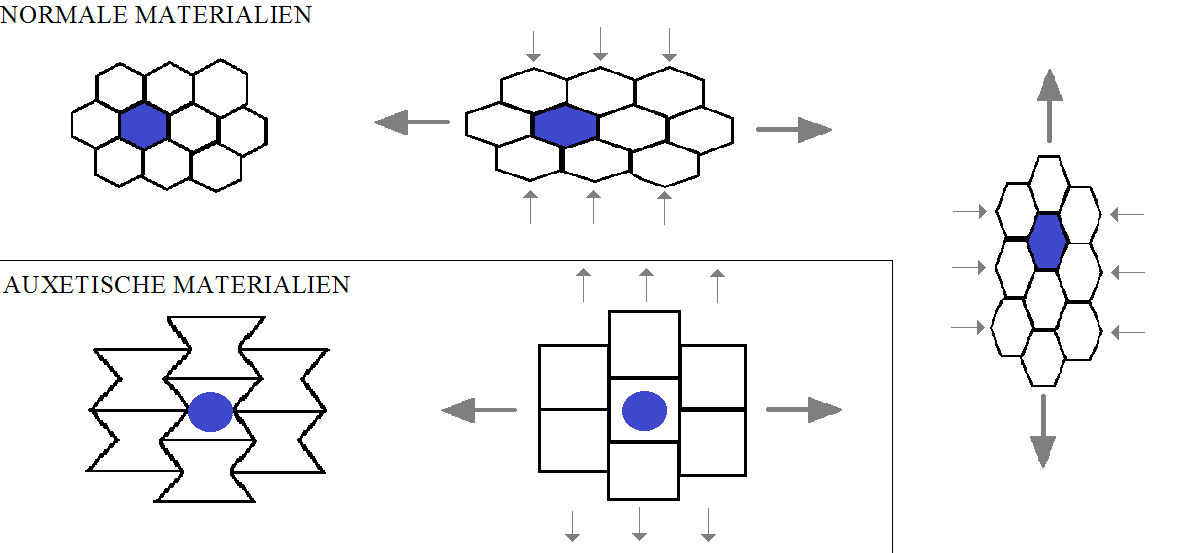
Struktura konvenčních a auxetických materiálů

Auxetické textilie jsou materiály s vlastnostmi charakterizovanými záporným Poissonovým číslem při deformaci. To znamená, že při roztahování nabývají na tloušťce a při stlačení se ztenčují.
Tyto materiály snášejí mimořádně vysoké zatížení, jsou rezistentní proti přetrhům a dobře absorbují energii. Proto se asi od poslední dekády 20. století výzkumné instituce i někteří výrobci textilií (především v Číně a v USA) snaží vyvinout textilie s auxetickými vlastnostmi. Dosavadní pokusy (do roku 2019) se soustřeďovaly hlavně na následující témata:
| Druh textilie    | Zkoušené konstrukce a výrobní technologie                |
| monofilamenty    | tvorba mikropórů s pomocí triaxiálního tlaku a horka     |
| příze            | tuhá nit obeskaná elastickou nití                        |
| tkaniny          | osnova z auxetické příze                                 |
| pleteniny        | nitě s nízkou tuhostí opletené vazbou z tuhých materiálů |
| vpichovaná rouna | rouna lisovaná 20 hodin při 70 °C a při 20 °C            |
| kompozity        | výztuže ze tkanin z auxetické příze                      |

Pokusy se dosud zakládaly na použití velmi omezeného množství speciálních vláken a přízí. Z dosavadních výsledků vyplývá, že racionální použití auxetických textilií pro speciální technické účely, jako jsou výztuže kompozitů či ochrana proti vibracím a nárazům, je technicky a ekonomicky reálné. Před komerčním využitím těchto výrobků pro oděvní účely je však nutné vyřešit řadu technických problémů.